# La théorie et la pratique du jardinage
Das Buch La théorie et la pratique du jardinage erschien erstmals 1709 in Paris, anonym, verlegt von Jean Mariette und illustriert von Alexandre Le Blond. In der zweiten Auflage von 1713 wird der Autor mit den Initialen L. S. A. I. D. A. genannt, es handelt sich um Antoine-Joseph Dezallier d’Argenville. Inhaltlich befasst er sich mit der Gartenkunst des Barock, wie sie von André Le Nôtre geprägt wurde, sowie der Régence. Schon im Titel ist die Zweiteilung des Werks deutlich: im ersten Teil geht es um die Theorie, den Entwurf einer Gartenanlage, im zweiten Teil um praktische, technische Fragen. Das Werk ist eines der ersten, das sich ausschließlich mit Ziergärten beschäftigt und Nutzpflanzen weitgehend ausspart. Es stellt daher einen wichtigen Schritt dar, die Gartenkunst als eigenständige Kunstform, unabhängig von Architektur und Nutzpflanzenbau, zu etablieren. Dezallier d’Argenville erweiterte den Text in der Auflage von 1713 gegenüber der Originalausgabe von 208 auf 293 Seiten, eine dritte, auf 482 Seiten erweiterte Ausgabe erschien 1747. Daneben gab es weitere Auflagen im Französischen, auch frühe Übersetzungen ins Englische (die erste 1712 durch John James) und ins Deutsche.